# Стејт Сентер (Ајова)
Стејт Сентер (енгл. State Center) град је у америчкој савезној држави Ајова. По попису становништва из 2010. у њему је живело 1.468 становника.

## Демографија
Према попису становништва из 2010. у граду је живело 1.468 становника, што је 119 (8,8%) становника више него 2000. године.
| Група             | 2000.         | 2010.         |
| Белци             | 1.316 (97,6%) | 1.388 (94,6%) |
| Афроамериканци    | 0 (0,0%)      | 7 (0,5%)      |
| Азијати           | 1 (0,1%)      | 4 (0,3%)      |
| Хиспаноамериканци | 25 (1,9%)     | 51 (3,5%)     |
| Укупно            | 1.349         | 1.468         |